# Somogyhatvan
Somogyhatvan is een plaats (község) en gemeente in het Hongaarse comitaat Baranya. Somogyhatvan telt 407 inwoners (2001).